# Peio Arreitunandia Quintero
Peio o Pedro Arreitunandia Quintero (Vila de Cruces, 24 de juliol de 1974) és un ciclista espanyol, que fou professional entre 1999 i 2007. Nascut a Galícia de ben petit va marxar al País Basc on es va formar com a ciclista i va debutar amb l'equip Euskaltel-Euskadi.

## Palmarès
- 1997
  - Vencedor d'una etapa a la Volta a Navarra
- 2001
  - 1r a la Volta a Palència
  - 1r a la Volta a Tenerife
- 2003
  - Vencedor d'una etapa a la Volta a Portugal
- 2005
  - Vencedor d'una etapa a la Euskal Bizikleta
  - Vencedor d'una etapa a la Volta a Múrcia

### Resultats a la Volta a Espanya
- 2004. Abandona (17a etapa)